# Marathon van Amsterdam 2010
De marathon van Amsterdam 2010 vond plaats op zondag 17 oktober 2010 in Amsterdam. Het was de 35e editie van deze marathon. 
Bij de mannen ging de overwinning naar de Ethiopiër Getu Feleke in 2:05.44, meteen een nieuw parcoursrecord. De wedstrijd bij de vrouwen werd gewonnen door de Keniaanse Alice Timbilil in 2:25.03.
In totaal namen 7880 marathonlopers deel, waarvan 1533 vrouwen.

## Uitslagen

### Mannen
| rang   | naam                 | land | tijd    |
| ------ | -------------------- | ---- | ------- |
| Goud   | Getu Feleke          | ETH  | 2:05.44 |
| Zilver | Wilson Chebet        | KEN  | 2:06.12 |
| Brons  | Chala Dechase        | ETH  | 2:07.23 |
| 4      | Abreham Cherkos      | ETH  | 2:07.29 |
| 5      | Hailu Mekonnen       | ETH  | 2:07.37 |
| 6      | Shakdrack Kiplagat   | KEN  | 2:07.56 |
| 7      | Daniel Kosgei        | KEN  | 2:08.45 |
| 8      | Jackson Kotut        | KEN  | 2:08.59 |
| 9      | Kentarou Nakamoto    | JPN  | 2:12.38 |
| 10     | Thomas Chemitei      | KEN  | 2:13.14 |
| 11     | Masashi Hayashi      | JPN  | 2:13.23 |
| 12     | Bekanan Daba         | ETH  | 2:14.40 |
| 13     | Naoya Hashimoto      | JPN  | 2:15.01 |
| 14     | Abdelhadi El Hachimi | MAR  | 2:15.11 |
| 15     | Josphat Kamzee       | KEN  | 2:15.23 |

### Vrouwen
| rang   | naam                   | land | tijd    |
| ------ | ---------------------- | ---- | ------- |
| Goud   | Alice Timbilil         | KEN  | 2:25.03 |
| Zilver | Eyerusalem Kuma        | ETH  | 2:27.04 |
| Brons  | Robe Guta              | ETH  | 2:27.44 |
| 4      | Woinshet Girma         | ETH  | 2:27.51 |
| 5      | Shitaye Bedaso         | ETH  | 2:29.48 |
| 6      | Miranda Boonstra       | NED  | 2:34.24 |
| 7      | Julia Mumbi            | KEN  | 2:34.37 |
| 8      | Ayelech Worku          | ETH  | 2:35.09 |
| 9      | Inge de Jong           | NED  | 2:38.00 |
| 10     | Christiana Das Changas | BRA  | 2:39.41 |
| 11     | Samantha Amend         | GBR  | 2:42.51 |
| 12     | Martha Komu            | GBR  | 2:43.35 |
| 13     | Jenny Blizzard         | GBR  | 2:46.34 |
| 14     | Marlies Overbeeke      | NED  | 2:47.22 |
| 15     | Clémence Christophe    | FRA  | 2:48.50 |

1975 ·
1976 ·
1977 ·
1978 ·
1979 ·
1980 ·
1981 ·
1982 ·
1983 ·
1984 ·
1985 ·
1986 ·
1987 ·
1988 ·
1989 ·
1990 ·
1991 ·
1992 ·
1993 ·
1994 ·
1995 ·
1996 ·
1997 ·
1998 ·
1999 ·
2000 ·
2001 ·
2002 ·
2003 ·
2004 ·
2005 ·
2006 ·
2007 ·
2008 ·
2009 ·
2010 ·
2011 ·
2012 ·
2013 ·
2014 ·
2015 ·
2016 ·
2017 ·
2018 ·
2019 ·
2020 ·
2021 ·
2022 ·
2023 ·
2024 ·
2025